# Pogrom anti-igbo de 1966
Le pogrom anti-igbo de 1966 est une série de massacres commis contre les igbo et d'autres personnes d'origine nigériane du sud vivant dans le nord du Nigeria à partir de mai 1966 et atteignant un pic après le 29 septembre 1966. On estime qu'entre 8 000 et 30 000 igbo et habitants de l'est sont tués. 1 million d'autres igbo fuient la région du nord vers l'est (en). En réponse aux meurtres, certains habitants du nord sont massacrés à Port Harcourt et dans d'autres villes de l'est. Ces événements conduisent à la sécession de la région orientale du Nigeria et à la déclaration de la République du Biafra, ce qui conduit finalement à la guerre entre le Nigeria et le Biafra.